# صومعه اوهان مقدس (کارچوآن)
صومعه اوهان مقدس (کارچوآن) (ارمنی: Սուրբ Օհան վանք (Կարճևան)؛ انگلیسی: Surp Ohan Vank) یک صومعه متعلق به کلیسای حواری ارمنی واقع در کارچوان، استان سیونیک ارمنستان می‌باشد.  این بنا به سبک معماری ارمنی طراحی شده است.